# Argonautyki (Waleriusz Flakkus)

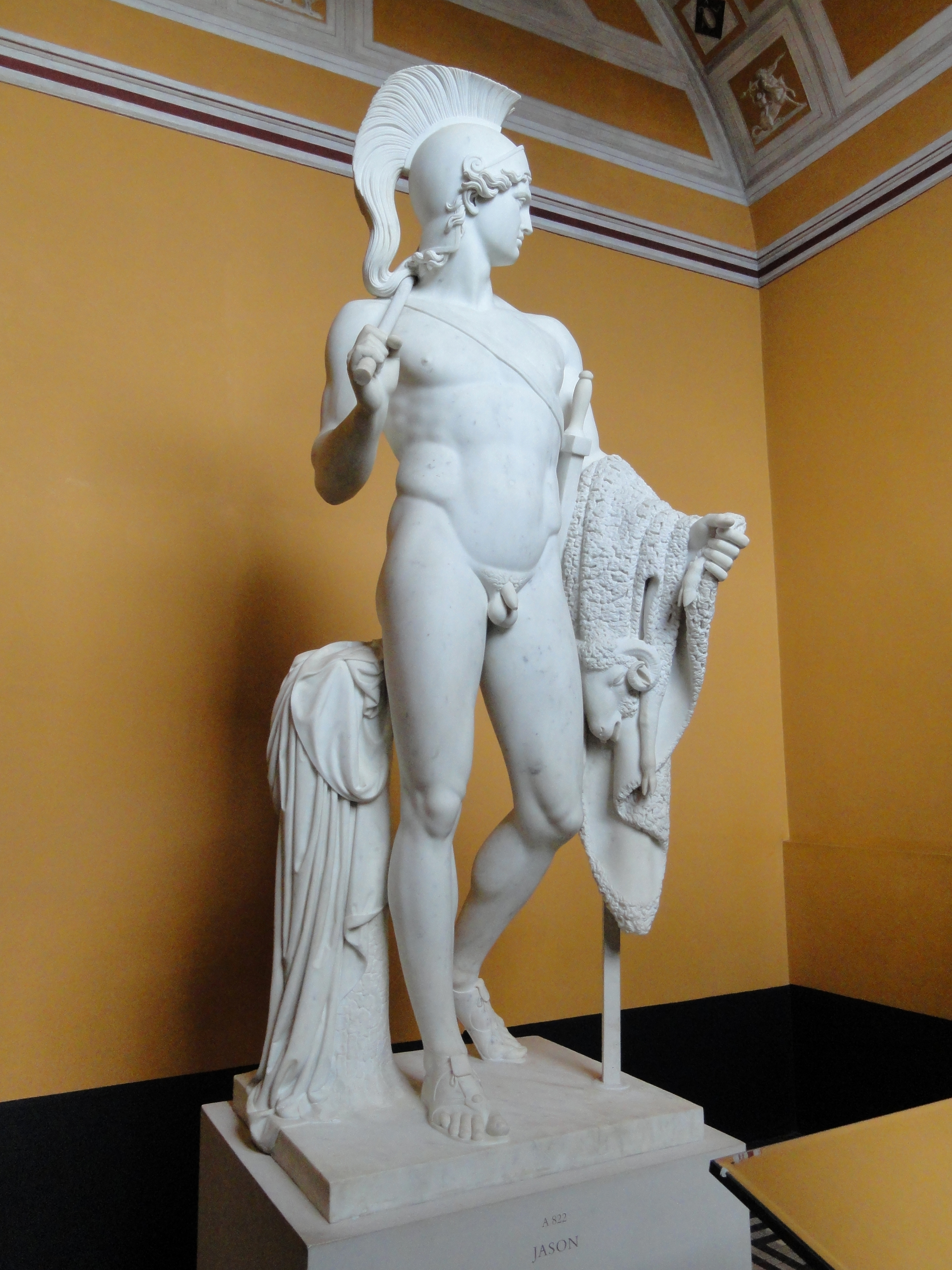
Jazon ze złotym runem. Rzeźba Bertela Thorvaldsena

Argonautyki (Argonautica) – epos rzymskiego poety Waleriusza Flakkusa, opowiadający o wyprawie Jazona i Argonautów po złote runo. Utwór jest oparty na wcześniejszym dziele Apolloniosa z Rodos pod tym samym tytułem. Utwór jest napisany heksametrem daktylicznym. Został zadedykowany cesarzowi Wespazjanowi. 
Prima deum magnis canimus freta pervia natis

fatidicamque ratem, Scythici quae Phasidis oras

ausa sequi mediosque inter iuga concita cursus

rumpere flammifero tandem consedit Olympo.

(Liber primus, 1-4)
Argonautyki są dziełem nieukończonym. Urywa się w środku księgi ósmej.